# Chrysopilus simillimus
Chrysopilus simillimus är en tvåvingeart som beskrevs av Meijere 1914. Chrysopilus simillimus ingår i släktet Chrysopilus och familjen snäppflugor. Inga underarter finns listade i Catalogue of Life.